# Crisis (álbum de Alexisonfire)
Crisis es el tercer álbum de estudio de la banda Alexisonfire, y continuación del disco Watch Out!. El álbum fue publicado en UK el 21 de agosto de 2006 en Hassle Records y en Shock Records en Australia. Distort Entertainment publicó el álbum para Canadá un día después del lanzamiento en UK, y Vagrant Records se encargó de publicarlo en el mercado estadounidense. El álbum debutó en el puesto #1 del Canadian Albums Chart, vendiendo alrededor de 20 000 copias en la primera semana. Crisis ganó disco de platino en Canadá en mayo de 2007. Es además el primer disco de Alexisonfire que lleva como título del disco el título de una canción.

## Lista de canciones
1. "Drunks, Lovers, Sinners and Saints" - 3:48
2. "This Could Be Anywhere in the World" - 4:03
3. "Mailbox Arson" - 3:31
4. "Boiled Frogs" - 3:57
5. "We Are the Sound" - 3:40
6. "You Burn First" - 2:40
7. "We Are the End" - 3:46
8. "Crisis" - 3:31
9. "Keep It on Wax" - 3:48
10. "To a Friend" - 3:15
11. "Rough Hands" - 5:30

Pistas adicionales
1. "My God Is a Reasonable Man" - 3:04
2. "Thones" - 4:16

## Créditos
- George Pettit - Vocalista
- Wade MacNeil - Guitarrista, vocalista
- Chris Steele - Bajo
- Dallas Green - Guitarra, piano, voz
- Jordan Hastings - Batería, percusión
- Gared O'Donnell (Planes Mistaken for Stars) - voz invitada en "You Burn First"
- Julius Butty - voz invitada, producción, mezcla
- Nick Blagona - Ingeniería
- Giancarlo Gallo - Asistente
- Brent Withcomnb - Asistente, mezcla
- João Carvalho - masterización
- Marco Bressette - editor
- Garnet Armstrong - diseño